# Oney Lorcan
Christopher Girard (Boston, 21 dicembre 1985) è un ex wrestler statunitense sotto contratto con la WWE, dove svolge il ruolo di allenatore del Performance Center.
Girard, dal 2015 al 2021, si è esibito in WWE con il ring name Oney Lorcan e ha vinto una volta l'NXT Tag Team Championship con Danny Burch (con un regno durato 153 giorni).

## Carriera nel wrestling

### WWE (2015–2021)

#### NXT(2015–2021)
Il 1º settembre 2015 Girard firmò con la WWE, venendo mandato nel territorio di sviluppo di NXT il mese dopo. Il 30 ottobre Girard, usando il suo vecchio ring name Biff Busick, fece il suo debutto in un house show di NXT partecipando ad una Battle Royal che venne vinta da Bayley. Successivamente, il 9 gennaio 2016 Girard debuttò a NXT usando il suo nome reale venendo sconfitto da Rich Swann. Nella puntata di NXT del 22 giugno Girard debuttò con il ring name Oney Lorcan sconfiggendo Tye Dillinger. Lorcan apparve poi nel roster principale nella puntata speciale SmackDown 900 Live del 15 novembre dove venne sconfitto da Kalisto. Nella puntata di NXT del 14 dicembre venne sconfitto da Bobby Roode, fallendo l'occasione di inserirsi nel Fatal 4-Way match per determinare il contendente nº1 all'NXT Championship di Shinsuke Nakamura. Dopo aver formato un tag team con Danny Burch, nella puntata di NXT del 21 marzo i due vennero sconfitti da Pete Dunne e Roderick Strong nei quarti di finale del Dusty Rhodes Tag Team Classic. Nella puntata di NXT del 25 aprile Lorcan affrontò Adam Cole per l'NXT North American Championship ma venne sconfitto. Il 16 giugno, a NXT TakeOver: Chicago II, Lorcan e Burch affrontarono l'Undisputed Era (Kyle O'Reilly e Roderick Strong) per l'NXT Tag Team Championship ma vennero sconfitti. Dopo essersi ripreso da un infortunio all'orbitale destro, Lorcan continuò ad combattere regolarmente a NXT assieme a Danny Burch. Nella puntata di 205 Live del 5 marzo 2019 Lorcan sconfisse Humberto Carrillo nei quarti di finale del torneo per determinare lo sfidante di Buddy Murphy per il Cruiserweight Championship a WrestleMania 35. Nella puntata di 205 Live del 12 marzo Lorcan venne però sconfitto da Cedric Alexander nelle semifinali del torneo, venendo eliminato. Nella puntata di 205 Live del 26 marzo il General Manager Drake Maverick annunciò che Lorcan sarebbe entrato a far parte del roster di 205 Live Nella puntata di 205 Live del 2 aprile Lorcan debuttò sconfiggendo Kalisto. Nella puntata di 205 Live del 21 maggio Lorcan partecipò ad un Fatal 5-Way match che includeva anche Akira Tozawa, Ariya Daivari, The Brian Kendrick e Mike Kanellis per determinare il contendente n°1 al Cruiserweight Championship di Tony Nese ma il match venne vinto da Tozawa. Il 1º giugno, a NXT TakeOver: XXV, Lorcan e Burch partecipò ad un Ladder match per il vacante NXT Tag Team Championship che comprendeva anche i Forgotten Sons (Steve Cutler e Wesley Blake), gli Street Profits e l'Undisputed Era (Bobby Fish e Kyle O'Reilly) ma il match venne vinto dai Profits. Nella puntata di NXT del 10 luglio Lorcan e Burch affrontarono gli Street Profits per l'NXT Tag Team Championship ma vennero sconfitti. Nella puntata di 205 Live del 6 agosto Lorcan vinse una Six-pack Challenge che comprendeva anche Akira Tozawa, Ariya Daivari, Gentleman Jack Gallagher, Kalisto e Tony Nese, diventando il contendente n°1 al Cruiserweight Championship di Drew Gulak. L'11 agosto, nel Kickoff di SummerSlam, Lorcan affrontò Gulak per il Cruiserweight Championship ma venne sconfitto. Nella puntata di 205 Live del 13 agosto Lorcan affrontò nuovamente Gulak per il Cruiserweight Championship nella rivincita di SummerSlam ma venne sconfitto. Nella puntata di 205 Live del 27 agosto Lorcan perse contro Humberto Carrillo in un match per determinare il contendente n°1 al Cruiserweight Championship di Drew Gulak. Nella puntata di NXT del 18 settembre Lorcan venne sconfitto da Lio Rush in un match che avrebbe determinato in contendente n°1 al Cruiserweight Championship di Drew Gulak. Nella puntata di NXT del 3 giugno Lorcan e Burch presero parte ad un Triple Threat Tag Team match contro l'Undisputed Era (Bobby Fish e Roderick Strong) e i Breezango per determinare i contendenti n°1 all'NXT Tag Team Championship ma il match venne vinto dai Breezango. Il 1º luglio, nella puntata speciale NXT The Great American Bash, Lorcan venne sconfitto da Timothy Thatcher. Nella puntata di NXT del 5 agosto Lorcan partecipò ad un Triple Threat match che comprendeva anche Damian Priest e Ridge Holland per qualificarsi ad un Ladder match per il vacante NXT North American Championship ma il match venne vinto da Priest. Il 22 agosto, nel Pre-show di NXT TakeOver: XXX, Lorcan e Burch parteciparono ad un Triple Threat Tag Team match che comprendeva anche i Breezango e il Legado del Fantasma (Joaquin Wilde e Raul Mendoza) per determinare i contendenti n°1 all'NXT Tag Team Championship ma il match venne vinto dai Breezango. Nella puntata di NXT del 14 ottobre Lorcan e Burch affrontarono l'Undisputed Era (Bobby Fish e Roderick Strong) per determinare i contendenti n°1 all'NXT Tag Team Championship ma vennero sconfitti. Nella puntata di NXT del 21 ottobre Lorcan e Burch sconfissero i Breezango grazie all'aiuto di Pat McAfee conquistando l'NXT Tag Team Championship per la prima volta. Nella puntata di NXT dell'11 novembre Lorcan e Burch mantennero i titoli nella rivincita con i Breezango. Il 6 dicembre, a NXT TakeOver: WarGames, Burch, Lorcan, Pat McAfee e Pete Dunne vennero sconfitti dall'Undisputed Era in un WarGames match. Nella puntata di NXT del 23 dicembre Lorcan e Burch difesero i titoli contro Drake Maverick e Killian Dain in uno Street Fight. Nella puntata di NXT del 17 marzo Lorcan e Burch difesero con successo i titoli contro Finn Bálor e Karrion Kross dopo che quest'ultimo attaccò Bálor. Il 23 marzo Lorcan e Burch dovettero rendere vacanti i titoli a causa di un infortunio dello stesso Burch alla spalla, dopo un regno durato 153 giorni. Dopo che Burch tornò in azione, egli e Lorcan si allearono con Pete Dunne e Ridge Holland, e nella puntata di NXT del 7 settembre affrontarono gli MSK per l'NXT Tag Team Championship ma vennero sconfitti; al termine dell'incontro, però, Lorcan e Burch vennero attaccati da Dunne e Holland.
Il 5 novembre Lorcan venne rilasciato dalla WWE insieme a numerosi altri colleghi.

### Ritorno in WWE (2022–presente)
L'8 ottobre 2022 Lorcan annunciò il suo ritorno in WWE nelle vesti di allenatore presso il Performance Center.

## Personaggio

### Mosse finali

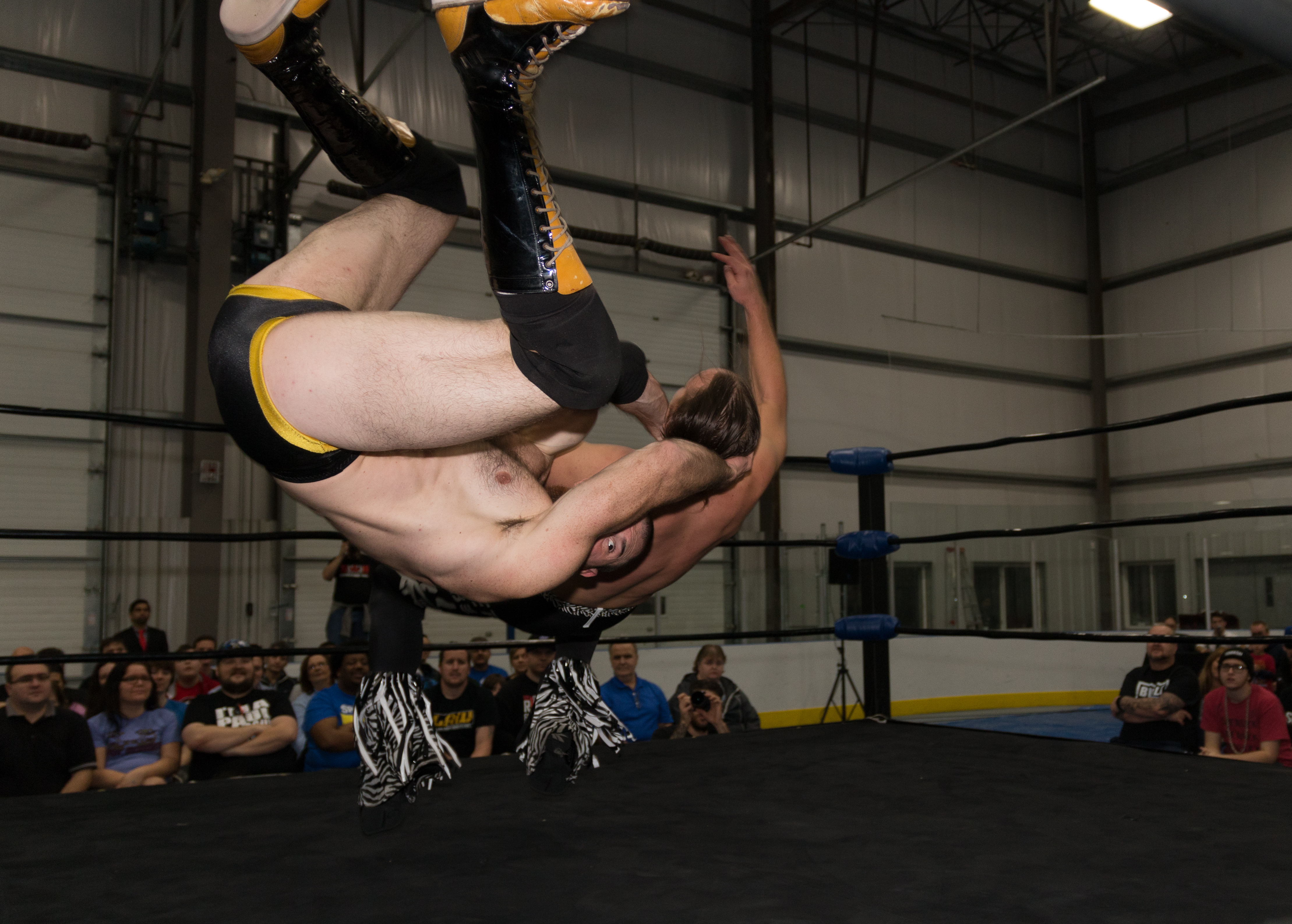
Biff Busick mentre esegue una Running somersault neckbreaker su Nick Jackson

- Half and half suplex, a volte dalla corda più alta
- Single leg Boston crab

### Soprannomi
- "The Boston Bruiser/Enforcer/Goblin"
- "The Manliest Man"

## Titoli e riconoscimenti
- Beyond Wrestling
  - Greatest Rivals Round Robin Tournament (2015)
  - Tournament For Tomorrow 3:16 (2014) – con Drew Gulak
- Combat Zone Wrestling
  - CZW World Heavyweight Championship (1)
- Premier Wrestling Federation Northeast
  - PWF Northeast Lightning Cup Championship (1)
- Pro Wrestling Illustrated
  - 157º tra i 500 migliori wrestler secondo PWI 500 (2014)
- Top Rope Promotions
  - TRP Heavyweight Championship (1)
  - TRP Interstate Championship (1)
  - TRP Kowalski Cup Tournament (2013)
- WWE
  - NXT Tag Team Championship (1) – con Danny Burch
- Wrestling Is Respect
  - Quest to the Best (2013)